# 요르단 프로리그
요르단 프로리그(دوري المناصير الأردني للمحترفين)는 요르단의 최상위 축구 리그로 1944년에 시작되었다. 최다 우승 팀은 알파이살리로 31회 우승 기록을 가지고 있다.

## 리그 구조
요르단 프리미어리그는 10팀이 홈, 원정 방식으로 한 팀당 총 18경기를 한다. 리그 종료 후 하위 두 팀인 9, 10위팀은 자동적으로 2부 리그로 강등된다. 2부 리그에서 각 1, 2위팀이 자동적으로 승격한다.

## 2024-25시즌 클럽
- 알아라비
- 알부카
- 알파이살리
- 알잘릴
- 알자지라
- 알람타
- 알웨흐다트
- 알야무크
- 쿠프르솜 클럽
- 만시아 바니 하산
- 샤바브 알오르돈
- 탓 라스 클럽

## 역대 우승 팀
| - 1944 : 알파이살리 - 1945 : 알파이살리 - 1946 : 알오르돈 SC - 1947 : 알아흘리 - 1948 : 대회가 없었음 - 1949 : 알아흘리 - 1950 : 알아흘리 - 1951 : 알아흘리 - 1952 : 알자지라 - 1953 : 대회가 없었음 - 1954 : 알아흘리 - 1955 : 알자지라 - 1956 : 알자지라 - 1957 : 대회가 없었음 - 1958 : 대회가 없었음 - 1959 : 알파이살리 - 1960 : 알파이살리 - 1961 : 알파이살리 - 1962 : 알파이살리 - 1963 : 알파이살리 - 1964 : 알파이살리 - 1965 : 알파이살리 - 1966 : 알파이살리 | - 1967 : 대회가 없었음 - 1968 : 대회가 없었음 - 1969 : 대회가 없었음 - 1970 : 알파이살리 - 1971 : 알파이살리 - 1972 : 알파이살리 - 1973 : 알파이살리 - 1974 : 알파이살리 - 1975 : 알아흘리 - 1976 : 알파이살리 - 1977 : 알파이살리 - 1978 : 알아흘리 - 1979 : 알아흘리 - 1980 : 알웨흐다트 - 1981 : 알람타 - 1982 : 알람타 - 1983 : 알파이살리 - 1984 : 암만 SC - 1985 : 알파이살리 - 1986 : 알파이살리 - 1987-88 : 알데파타인 - 1988-89 : 알파이살리 - 1989-90 : 알파이살리 | - 1990-91 : 알파이살리 - 1991-92 : 알웨흐다트 - 1992-93 : 알파이살리 - 1993-94 : 알파이살리 - 1994-95 : 알웨흐다트 - 1995-96 : 알웨흐다트 - 1996-97 : 알웨흐다트 - 1997 : 알웨흐다트 - 1998 : 대회가 중단되었음 - 1999 : 알파이살리 - 2000 : 알파이살리 - 2001 : 알파이살리 - 2002-03 : 알파이살리 - 2003-04 : 알파이살리 - 2004-05 : 알웨흐다트 - 2005-06 : 샤바브 알오르돈 - 2006-07 : 알웨흐다트 - 2007-08 : 알웨흐다트 - 2008-09 : 알웨흐다트 - 2009-10 : 알파이살리 - 2010-11 : 알웨흐다트 |  |

## 클럽별 우승횟수
| 클럽                         | 우승횟수 |
| ---------------------------- | -------- |
| 알파이살리                   | 31       |
| 알웨흐다트 (알데파타인 포함) | 12       |
| 알아흘리                     | 8        |
| 알자지라                     | 3        |
| 알람타                       | 2        |
| 샤바브 알오르돈              | 1        |
| 알오르돈 SC                  | 1        |
| 암만 SC                      | 1        |